# حسين أباد مهلار العليا (درونة)
حسین أباد مهلار العلیا (بالفارسية: حسین‌آبادمهلار علیا) هي قرية تقع في إيران في قسم درونة الريفي. يقدر عدد سكانها بـ 121 نسمة .